# José Moreno Torres (ciclista)
|  | No confondre amb José Moreno Torres, polític espanyol |

José Moreno Torres (6 d'agost de 1946) va ser un ciclista espanyol, que fou professional entre 1970 i 1974.

## Palmarès
- 1967
  -  Campió d'Espanya d'aficionats en ruta

### Resultats a la Volta a Espanya
- 1973. Abandona